# Mike Eman
Pour les articles homonymes, voir Eman.
Michiel « Mike » Godfried Eman, né le 1er septembre 1961 à Oranjestad, est un homme d'État arubais. Membre du Parti populaire arubais dont il est le chef, il est ministre-président d'Aruba de 2009 à 2017 et depuis 2025.
C'est le frère de Henny Eman, un autre homme politique arubain, deux fois ministre-président.

## Biographie
À la suite des élections législatives anticipées du 6 décembre 2024, le Parti populaire, qu'il dirige, remporte neuf sièges au parlement. Le 6 février 2025, le Parti populaire et FUTURO concluent un accord pour former un gouvernement de coalition.